# Ratusz w Hamburgu

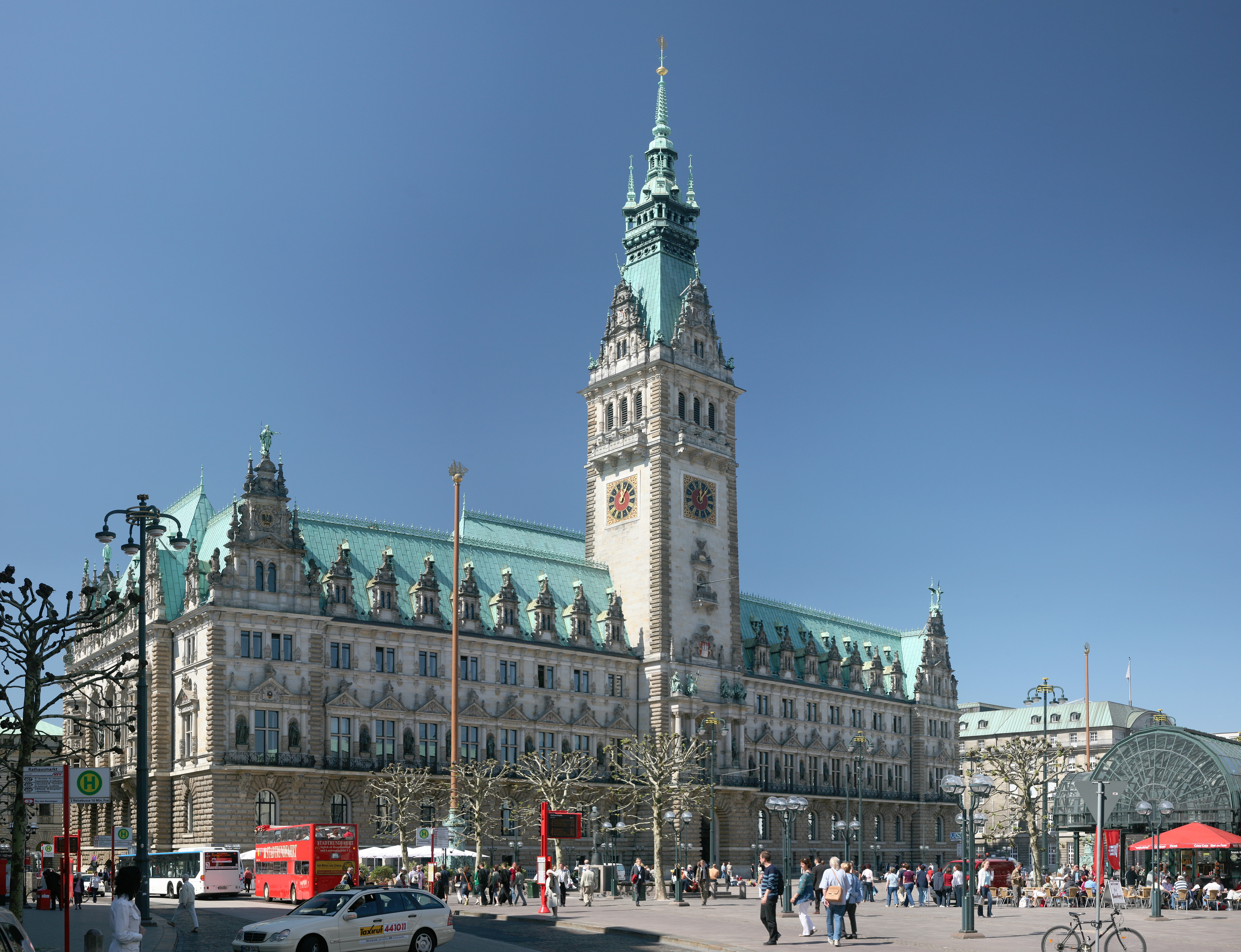
Front ratusza

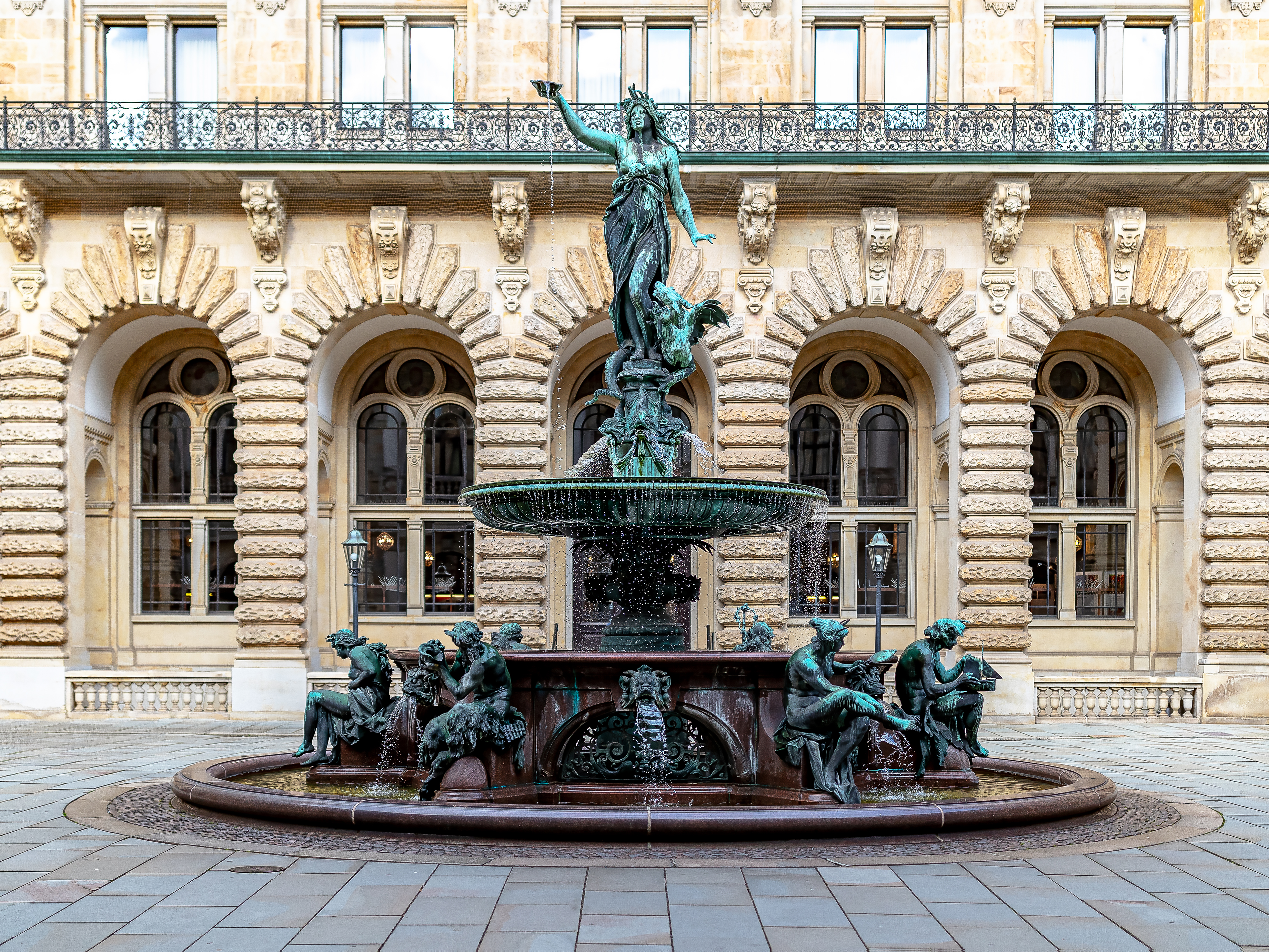
Fontanna Higiei na dziedzińcu ratusza

Budynek ratusza (niem. Hamburger Rathaus) – siedziba zarządu miasta w Hamburgu.

## Historia
Budynek starego ratusza istniał do 1842 roku, kiedy to spłonął wraz z większą częścią śródmieścia Hamburga.
Zaistniała więc budowa nowego ratusza. Rozpoczęcie budowy przesunęło się w czasie gdy odrzucono pierwszy projekt budynku w 1854 roku i drugi w 1876 roku. Kolejny projekt złożono w 1884 roku, który tym razem został zaakceptowany. Tak więc rozpoczęcie budowy nastąpiło dopiero po 43 latach. Nowy ratusz oddano do użytku w 1897 roku.

## Architektura
Hamburski ratusz jest jednym z przykładów historyzmu w Niemczech. 
Budynek zbudowany jest głównie z piaskowca. Fasada jest szeroka na 111 m, wieża umiejscowiona centralnie liczy 112 metrów wysokości. Dach ma miedziane pokrycie. Architektura budynku harmonijnie stanowi kombinację włoskich i północnoniemieckich elementów renesansowych na fasadzie. Od strony placu ratuszowego między niszami okiennymi stoi dwudziestu cesarzy Świętego Cesarstwa Rzymskiego (I Rzeszy Niemieckiej), od Karola Wielkiego, do Franciszka II.